# Delphyre reducta
Delphyre reducta là một loài bướm đêm thuộc phân họ Arctiinae, họ Erebidae.